# قرار مجلس الأمن التابع للأمم المتحدة رقم 1471
قرار مجلس الأمن التابع للأمم المتحدة رقم 1471، المتخذ بالإجماع في 28 آذار / مارس 2003، بعد إعادة تأكيد جميع القرارات المتعلقة بالحالة في أفغانستان، مدد المجلس ولاية بعثة الأمم المتحدة لتقديم المساعدة إلى أفغانستان لفترة إضافية مدتها اثني عشر شهراً حتى 28 آذار / مارس 2004.
أعاد مجلس الأمن تأكيد التزامه بسيادة أفغانستان وسلامة أراضيها واستقلالها ووحدتها واعترف بالإدارة الانتقالية كحكومة شرعية حتى الانتخابات المقررة في عام 2004. كما صادق على اتفاق «إعلان كابول بشأن علاقات حسن الجوار» (كما في القرار 1453 في عام 2002) وشدد على الدور المركزي للأمم المتحدة في مساعدة الشعب الأفغاني في إعادة بناء بلاده.
وأيد القرار إنشاء وحدة انتخابية داخل بعثة الأمم المتحدة لتقديم المساعدة إلى أفغانستان. وإذا تم التأكيد كذلك على أن توفير الإنعاش والتعمير من خلال الإدارة الانتقالية يمكن أن يسهم في تنفيذ اتفاق بون، وقُدم الدعم للممثل الخاص للأمين العام لأفغانستان، الأخضر الإبراهيمي. طُلب من بعثة الأمم المتحدة لتقديم المساعدة إلى أفغانستان تقديم المساعدة إلى اللجنة الأفغانية المستقلة لحقوق الإنسان، وتم حث جميع الأطراف الأفغانية على التعاون مع البعثة في تنفيذ ولايتها وضمان سلامة موظفيها. كما طُلب من قوات المساعدة الدولية التعاون مع الإبراهيمي والأمين العام أثناء تنفيذ تفويضها وفقًا للقرار 1444 (2002).
وأخيراً، صدرت تعليمات للأمين العام كوفي عنان بتقديم تقرير كل أربعة أشهر عن تنفيذ القرار الحالي.

## روابط خارجية
- نص القرار في undocs.org